# Temporada 1998 de la NFL
La Temporada 1998 de la NFL fue la 79.ª en la historia de la NFL. En la temporada regular se juegan 16 partidos durante 17 semanas. Posteriormente se juegan los playoffs, que determinan los equipos que se clasificarán para la gran final: el Super Bowl.
Los Tennessee Oilers se trasladaron sus partidos en casa del Liberty Bowl Memorial Stadium en Memphis para el Vanderbilt Stadium en Nashville, a la espera de la construcción de un nuevo estadio (Adelphia Coliseum) en Nashville.
Esta fue la primera temporada que la CBS obtuvo los derechos para televisar los juegos de la AFC, que recoge el paquete de la NBC. Mientras tanto, esta fue la primera vez que ESPN transmitió a todos los juegos del Sunday night durante toda la temporada (esta también fue la primera temporada en la que la cobertura de ESPN utiliza los temas Monday Night Football, antes de volver a utilizar un tema original en 2001).
Football Outsiders observó que "1998 fue el último para los grandes mariscales de campo que llegaron a la liga en la década de 1980. Los cuatro mejores mariscales de campo [estadísticamente] eran todos mayores de 35 años: Vinny Testaverde, Randall Cunningham, Steve Young y John Elway. Troy Aikman, de 32 años de edad, fue quinto. Dan Marino fue 11º en su último año bueno.
La temporada finalizó con el Super Bowl XXXIII cuando los Denver Broncos vencieron a los Atlanta Falcons. Los Broncos habían ganado sus primeros 13 partidos, el mejor comienzo desde los invictos Dolphins de 1972, y fueron alertados por algunos para tener una oportunidad realista de ganar los juegos diecinueve completos. Minnesota Vikings se convirtió en el primer equipo desde Baltimore Colts en 1968 en ganar todos menos uno de Sukhbir sus juegos de la temporada regular y no ganar el Super Bowl.

## Temporada regular
V = Victorias, D = Derrotas, E = Empates, CTE = Cociente de victorias [V+(E/2)]/(V+D+E), PF= Puntos a favor, PC = Puntos en contra
| Clasificado para los playoffs |

| New York Jets(2)        | 12 | 4  | 0 | .750 | 416 | 266 |
| Miami Dolphins(4)       | 10 | 6  | 0 | .625 | 321 | 265 |
| Buffalo Bills(5)        | 10 | 6  | 0 | .625 | 400 | 333 |
| New England Patriots(6) | 9  | 7  | 0 | .563 | 337 | 329 |
| Indianapolis Colts      | 3  | 13 | 0 | .188 | 310 | 444 |

| Jacksonville Jaguars(3) | 11 | 5  | 0 | .688 | 392 | 338 |
| Tennessee Oilers        | 8  | 8  | 0 | .500 | 330 | 320 |
| Pittsburgh Steelers     | 7  | 9  | 0 | .438 | 263 | 303 |
| Baltimore Ravens        | 6  | 10 | 0 | .375 | 269 | 335 |
| Cincinnati Bengals      | 3  | 13 | 0 | .188 | 268 | 452 |

| Denver Broncos(1)  | 14 | 2  | 0 | .875 | 501 | 309 |
| Oakland Raiders    | 8  | 8  | 0 | .500 | 288 | 356 |
| Seattle Seahawks   | 8  | 8  | 0 | .500 | 372 | 310 |
| Kansas City Chiefs | 7  | 9  | 0 | .438 | 327 | 363 |
| San Diego Chargers | 5  | 11 | 0 | .313 | 241 | 342 |

| Dallas Cowboys(3)    | 10 | 6  | 0 | .625 | 381 | 275 |
| Arizona Cardinals(6) | 9  | 7  | 0 | .563 | 325 | 378 |
| New York Giants      | 8  | 8  | 0 | .500 | 287 | 309 |
| Washington Redskins  | 6  | 10 | 0 | .375 | 319 | 421 |
| Philadelphia Eagles  | 3  | 13 | 0 | .188 | 161 | 344 |

| Minnesota Vikings(1) | 15 | 1  | 0 | .938 | 556 | 296 |
| Green Bay Packers(5) | 11 | 5  | 0 | .688 | 408 | 319 |
| Tampa Bay Buccaneers | 8  | 8  | 0 | .500 | 314 | 295 |
| Detroit Lions        | 5  | 11 | 0 | .313 | 306 | 378 |
| Chicago Bears        | 4  | 12 | 0 | .250 | 276 | 368 |

| Atlanta Falcons(2)     | 14 | 2  | 0 | .875 | 442 | 289 |
| San Francisco 49ers(4) | 12 | 4  | 0 | .750 | 479 | 328 |
| New Orleans Saints     | 6  | 10 | 0 | .375 | 305 | 359 |
| Carolina Panthers      | 4  | 12 | 0 | .250 | 336 | 413 |
| St. Louis Rams         | 4  | 12 | 0 | .250 | 285 | 378 |

### Desempates
- Miami terminó por delante de Buffalo en la AFC Este basado en mejores puntos de división netos (6 a 0 Bills respecto a los Bills).
- Oakland terminó por delante de Seattle en la AFC Oeste basado en enfrentamientos directos (2-0).
- Carolina terminó por delante de St. Luis en la NFC Oeste basado en enfrentamientos directos (2-0).

## Postemporada
|  | Ronda Wild Card                 | Ronda Wild Card                 | Ronda Wild Card                 |    |               | Ronda divisional             | Ronda divisional                 | Ronda divisional             |                                  |                                  | Finales de conferencia           | Finales de conferencia | Finales de conferencia |  |  | Super Bowl | Super Bowl | Super Bowl |
|  |                                 |                                 |                                 |    |               |                              |                                  |                              |                                  |                                  |                                  |                        |                        |  |  |            |            |            |
|  | 3 de enero – Alltel Stadium     | 3 de enero – Alltel Stadium     | 3 de enero – Alltel Stadium     |    |               | 10 de enero – Giants Stadium | 10 de enero – Giants Stadium     | 10 de enero – Giants Stadium |                                  |                                  |                                  |                        |                        |  |  |            |            |            |
|  | 3 de enero – Alltel Stadium     | 3 de enero – Alltel Stadium     | 3 de enero – Alltel Stadium     |    |               | 10 de enero – Giants Stadium | 10 de enero – Giants Stadium     | 10 de enero – Giants Stadium |                                  |                                  |                                  |                        |                        |  |  |            |            |            |
|  | 3 de enero – Alltel Stadium     | 3 de enero – Alltel Stadium     | 3 de enero – Alltel Stadium     |    |               | 10 de enero – Giants Stadium | 10 de enero – Giants Stadium     | 10 de enero – Giants Stadium |                                  |                                  |                                  |                        |                        |  |  |            |            |            |
|  | 3 de enero – Alltel Stadium     | 3 de enero – Alltel Stadium     | 3 de enero – Alltel Stadium     |    |               | 10 de enero – Giants Stadium | 10 de enero – Giants Stadium     | 10 de enero – Giants Stadium |                                  |                                  |                                  |                        |                        |  |  |            |            |            |
|  | #6                              | New England                     | 10                              |    |               | 10 de enero – Giants Stadium | 10 de enero – Giants Stadium     | 10 de enero – Giants Stadium |                                  |                                  |                                  |                        |                        |  |  |            |            |            |
|  | #6                              | New England                     | 10                              | #3 | Jacksonville  | 24                           |                                  |                              |                                  |                                  |                                  |                        |                        |  |  |            |            |            |
|  | #3                              | Jacksonville                    | 25                              | #3 | Jacksonville  | 24                           |                                  |                              | 17 de enero - Mile High Stadium  | 17 de enero - Mile High Stadium  | 17 de enero - Mile High Stadium  |                        |                        |  |  |            |            |            |
|  | #3                              | Jacksonville                    | 25                              | #2 | N.Y. Jets     | 34                           |                                  |                              | 17 de enero - Mile High Stadium  | 17 de enero - Mile High Stadium  | 17 de enero - Mile High Stadium  |                        |                        |  |  |            |            |            |
|  |                                 |                                 |                                 | #2 | N.Y. Jets     | 34                           |                                  |                              | 17 de enero - Mile High Stadium  | 17 de enero - Mile High Stadium  | 17 de enero - Mile High Stadium  |                        |                        |  |  |            |            |            |
|  |                                 |                                 |                                 |    |               |                              |                                  |                              | 17 de enero - Mile High Stadium  | 17 de enero - Mile High Stadium  | 17 de enero - Mile High Stadium  |                        |                        |  |  |            |            |            |
|  | 2 de enero – Pro Player Stadium | 2 de enero – Pro Player Stadium | 2 de enero – Pro Player Stadium | #2 | N.Y. Jets     | 10                           |                                  |                              |                                  |                                  |                                  |                        |                        |  |  |            |            |            |
|  | 2 de enero – Pro Player Stadium | 2 de enero – Pro Player Stadium | 2 de enero – Pro Player Stadium | #2 | N.Y. Jets     | 10                           | 9 de enero – Mile High Stadium   |                              |                                  |                                  |                                  |                        |                        |  |  |            |            |            |
|  | 2 de enero – Pro Player Stadium | 2 de enero – Pro Player Stadium | 2 de enero – Pro Player Stadium |    | #1            | Denver                       | 23                               |                              |                                  |                                  |                                  |                        |                        |  |  |            |            |            |
|  | 2 de enero – Pro Player Stadium | 2 de enero – Pro Player Stadium | 2 de enero – Pro Player Stadium |    | #1            | Denver                       | 23                               |                              |                                  |                                  |                                  |                        |                        |  |  |            |            |            |
|  | #5                              | Buffalo                         | 17                              |    |               |                              |                                  |                              |                                  |                                  |                                  |                        |                        |  |  |            |            |            |
|  | #5                              | Buffalo                         | 17                              | #4 | Miami         | 3                            |                                  |                              |                                  |                                  |                                  |                        |                        |  |  |            |            |            |
|  | #4                              | Miami                           | 24                              | #4 | Miami         | 3                            |                                  |                              | 31 de enero – Pro Player Stadium | 31 de enero – Pro Player Stadium | 31 de enero – Pro Player Stadium |                        |                        |  |  |            |            |            |
|  | #4                              | Miami                           | 24                              | #1 | Denver        | 38                           |                                  |                              | 31 de enero – Pro Player Stadium | 31 de enero – Pro Player Stadium | 31 de enero – Pro Player Stadium |                        |                        |  |  |            |            |            |
|  |                                 |                                 |                                 | #1 | Denver        | 38                           |                                  |                              |                                  | 31 de enero – Pro Player Stadium | 31 de enero – Pro Player Stadium |                        |                        |  |  |            |            |            |
|  |                                 |                                 |                                 |    |               |                              |                                  |                              |                                  | 31 de enero – Pro Player Stadium | 31 de enero – Pro Player Stadium |                        |                        |  |  |            |            |            |
|  | 3 de enero – Candlestick Park   | 3 de enero – Candlestick Park   | 3 de enero – Candlestick Park   | A1 | Denver        | 34                           |                                  |                              |                                  |                                  |                                  |                        |                        |  |  |            |            |            |
|  | 3 de enero – Candlestick Park   | 3 de enero – Candlestick Park   | 3 de enero – Candlestick Park   | A1 | Denver        | 34                           | 9 de enero – Georgia Dome        |                              |                                  |                                  |                                  |                        |                        |  |  |            |            |            |
|  | 3 de enero – Candlestick Park   | 3 de enero – Candlestick Park   | 3 de enero – Candlestick Park   |    | N2            | Atlanta                      | 19                               |                              |                                  |                                  |                                  |                        |                        |  |  |            |            |            |
|  | 3 de enero – Candlestick Park   | 3 de enero – Candlestick Park   | 3 de enero – Candlestick Park   |    | N2            | Atlanta                      | 19                               |                              |                                  |                                  |                                  |                        |                        |  |  |            |            |            |
|  | #5                              | Green Bay                       | 27                              |    |               |                              |                                  |                              |                                  |                                  |                                  |                        |                        |  |  |            |            |            |
|  | #5                              | Green Bay                       | 27                              | #4 | San Francisco | 18                           |                                  |                              |                                  |                                  |                                  |                        |                        |  |  |            |            |            |
|  | '#4                             | San Francisco                   | 30                              | #4 | San Francisco | 18                           |                                  |                              | 17 de enero - Humphrey Metrodome | 17 de enero - Humphrey Metrodome | 17 de enero - Humphrey Metrodome |                        |                        |  |  |            |            |            |
|  | '#4                             | San Francisco                   | 30                              | #2 | Atlanta       | 20                           |                                  |                              | 17 de enero - Humphrey Metrodome | 17 de enero - Humphrey Metrodome | 17 de enero - Humphrey Metrodome |                        |                        |  |  |            |            |            |
|  |                                 |                                 |                                 | #2 | Atlanta       | 20                           |                                  |                              | 17 de enero - Humphrey Metrodome | 17 de enero - Humphrey Metrodome | 17 de enero - Humphrey Metrodome |                        |                        |  |  |            |            |            |
|  |                                 |                                 |                                 |    |               |                              |                                  |                              | 17 de enero - Humphrey Metrodome | 17 de enero - Humphrey Metrodome | 17 de enero - Humphrey Metrodome |                        |                        |  |  |            |            |            |
|  | 2 de enero – Texas Stadium      | 2 de enero – Texas Stadium      | 2 de enero – Texas Stadium      | #2 | Atlanta       | 30*                          |                                  |                              |                                  |                                  |                                  |                        |                        |  |  |            |            |            |
|  | 2 de enero – Texas Stadium      | 2 de enero – Texas Stadium      | 2 de enero – Texas Stadium      | #2 | Atlanta       | 30*                          | 10 de enero – Humphrey Metrodome |                              |                                  |                                  |                                  |                        |                        |  |  |            |            |            |
|  | 2 de enero – Texas Stadium      | 2 de enero – Texas Stadium      | 2 de enero – Texas Stadium      |    | #1            | Minnesota                    | 27                               |                              |                                  |                                  |                                  |                        |                        |  |  |            |            |            |
|  | 2 de enero – Texas Stadium      | 2 de enero – Texas Stadium      | 2 de enero – Texas Stadium      |    | #1            | Minnesota                    | 27                               |                              |                                  |                                  |                                  |                        |                        |  |  |            |            |            |
|  | #6                              | Arizona                         | 20                              |    |               |                              |                                  |                              |                                  |                                  |                                  |                        |                        |  |  |            |            |            |
|  | #6                              | Arizona                         | 20                              | #6 | Arizona       | 21                           |                                  |                              |                                  |                                  |                                  |                        |                        |  |  |            |            |            |
|  | #3                              | Dallas                          | 7                               | #6 | Arizona       | 21                           |                                  |                              |                                  |                                  |                                  |                        |                        |  |  |            |            |            |
|  | #3                              | Dallas                          | 7                               | #1 | Minnesota     | 41                           |                                  |                              |                                  |                                  |                                  |                        |                        |  |  |            |            |            |
|  |                                 |                                 |                                 | #1 | Minnesota     | 41                           |                                  |                              |                                  |                                  |                                  |                        |                        |  |  |            |            |            |

- Local en cada partido: El local en cada partido es el equipo mejor clasificado, el equipo de abajo en el cuadro, excepto en el Super Bowl que es un estadio neutral.

* Indica victoria en tiempo extra

## Premios anuales
Al final de temporada se entregan diferentes premios reconociendo el valor del jugador durante la temporada entera.
| Premio                     | Ganador         | Posición      | Equipo            |
| -------------------------- | --------------- | ------------- | ----------------- |
| Jugador más valioso        | Terrell Davis   | Running back  | Denver Broncos    |
| Jugador ofensivo del año   | Terrell Davis   | Running back  | Denver Broncos    |
| Jugador defensivo del año  | Reggie White    | Defensive end | Green Bay Packers |
| Entrenador del año         | Dan Reeves      | Head Coach    | Atlanta Falcons   |
| Novato ofensivo del año    | Randy Moss      | Wide receiver | Minnesota Vikings |
| Novato defensivo del año   | Charles Woodson | Cornerback    | Oakland Raiders   |
| Regreso del año            | Doug Flutie     | Quarterback   | Buffalo Bills     |
| Hombre del Año             | Dan Marino      | Quarterback   | Miami Dolphins    |
| Jugador más valioso del SB | John Elway      | Quarterback   | Denver Broncos    |